# V541 Гидры
V541 Гидры (лат. V541 Hydrae) — одиночная переменная звезда в созвездии Гидры на расстоянии приблизительно 5065 световых лет (около 1553 парсек) от Солнца. Звёздная величина диапазона белого звезды — от +15,28m до +15,26m.
Открыта Дэвидом Килкенни и др. в 2006 году**.

## Характеристики
V541 Гидры — бело-голубой, очень быстро пульсирующий горячий субкарлик, переменная звезда типа V361 Гидры (RPHS) спектрального класса sdBV, или sdB. Масса — около 0,485 солнечной. Эффективная температура — около 34800 K.